# ماكسويل وينتروب
ماكسويل ماير وينتروب (بالإنجليزية: Maxwell Wintrobe)‏ (27 أكتوبر 1901 - 9 ديسمبر 1986)
طبيب نمساوي المولد تخصص في أمراض الدم. ألف أول كتاب متخصص عن أمراض الدم، وله اسهامات علمية مهمه عن فقر الدم والتمثيل الغذائي للنحاس، بالأضافة للعديد من الإنجازات الأخرى.